# سلفيا راتناسامي
سلفيا راتناسامي (بالإنجليزية: Sylvia Ratnasamy)‏ عالمة حاسوب بلجيكية من أصل هندي، مواليد عام 1976. اشتهرت بفضل كونها إحدى مخترعات جدول التجزئة الموزع. في الأطروحة التي قدمتها لنيل شهادة الدكتوراة اقترحت شبكة المحتوى القابل للعنونة. وهي الآن أستاذ مشارك في جامعة كاليفورنيا (بركلي).

## حياتها ووظيفتها
حصلت سلفيا على بكالوريوس في الهندسة من جامعة بون عام 1997. بدأت التحضير لنيل شهادة الدكتوراة في جامعة كاليفورنيا (بركلي) تحت إشراف سكوت شينكلر، أثناء تلك الفترة عملت في معهد علوم الحاسوب الدولي في بيركيلي (كاليفورنيا). تخرجت من جامعة كاليفورنيا بدرجة دكتوراة عام 2002.
في أطروحة الدكتوراة، صممت ونفّذت ما أصبح يعرف بجداول التجزئة الموزعة وهي إحدى أنواع شبكات المحتوى القابل للعنونة.
كانت سلفيا باحثة رئيسية في مختبرات إنتل حتى عام 2011، حيث بدأت العمل كأستاذ مساعد في جامعة كاليفورنيا في بيركلي. في الأعوام التالية، ركّزت أبحاثها على الشبكات القابلة للبرمجة بما في ذلك موّجه برمجيات RouteBricks وهي رائدة في مجال اقترانات الشبكات الافتراضية.

## حياتها الشخصية
تعيش سلفيا في بركلي، كاليفورنيا، مع عائلتها. والدها هو عالم الكيمياء الشهير بول راتناسامي.

## جوائز
حصلت سلفيا على عدة جوائز منها:
- 2014 جائزة جريس موراي هوبر
- 2012 زمالة سلون
- 2011 جائزة ACM SIGCOMM اختبار الزمن
- 2011 جائزة ACM SIGCOMM النجم الصاعد